# Roter Brunnen (Wittislingen)
Koordinaten: 48° 37′ 34,9″ N, 10° 26′ 4,7″ O
Der Rote Brunnen  ist eine als Naturdenkmal ausgewiesene Karstquelle bei Wittislingen in Schwaben (Bayern).

## Beschreibung
Der Rote Brunnen befindet sich südlich des Klosters Maria Medingen, unmittelbar an der St 2033. Es handelt sich um eine versumpfte Quelle mit rotbraun schimmerndem Wasser. Die Farbe kommt von Eisenlösungen und Karstlehmen. Das Quellwasser entspringt der Massenkalkschicht des Oberjuras. Der dort entspringende Klosterweihergraben fließt über den Klosterbach der Donau zu.
Die Quelle ist vom Bayerischen Landesamt für Umwelt als wertvolles Geotop (Geotop-Nummer: 773Q001) ausgewiesen.